# 2025年清遠地震
2025年清遠地震是指北京時間2025年6月23日發生的一場4.3級地震。
中國地震台網正式測定，地震發生於北京時間當日傍晚18時48分，在北緯23.62度，東經113.17度的廣東清遠市清城區發生，震源深度10千米。

## 影響

### 中國大陸
據中國地震台網測定，震央距清遠市清城區14公里，距廣州市55公里。地震發生時，清遠、廣州、佛山、深圳、中山、江門、珠海等地震感較明顯，暫未接獲人員傷亡和財產損失情況的報告。廣東省地震局表示，近期清遠地區發生5級以上地震的可能性不大。
根據中國地震台網速報目錄，震央200公里內近五年來發生3級以上地震共15次，最大地震是2023年3月8日在廣東河源市東源縣發生的4.5級地震，距離此次震央140公里。

### 香港
天文台公佈，下午6時48分廣東清遠發生一次4.3級地震，地震震中距離香港之西北約180公里，天文台接獲超過100名市民報告，表示感到這次地震，震動維持數秒。初步分析顯示香港的地震烈度為修訂麥加利地震烈度表的第III (三)度，即室內有感。

### 澳門
澳門地球物理暨氣象局表示，震央距離澳門西北偏北約166公里。截至當天晚上7時正，當局收到3名市民報告感覺到是次地震。

## 成因
此次地震成因是由於东南沿海地震带在北西-南东区域构造应力场的加载作用下，在清远-安流断裂形成了应力积累，应力积累到一定程度后突然释放而引起。
广东省地震台也表示收到廣東多地民众反映受到的震感更强烈，有三個主要原因。第一，是地震发生的地方距离特別是粵港澳大灣區多座主要城市較近；第二，大灣區多市包括港澳普遍处于珠江口盆地，属于沉积层，故地震震感相对强一些；第三，大灣區多市高樓較多，不少居民在地震发生时处于高楼。上述因素導致珠江三角洲周邊多市包括港澳有居民感覺地震震感相比以往更強烈一些。